# 太平·天國
《太平．天國》是1996年上映的台灣電影，由吳念真擔任導演、編劇，並由林正盛、江淑娜、楊宗憲、白明華主演，本片為台灣新浪潮電影的作品之一，獲選為第53屆威尼斯影展正式競賽片。

## 劇情簡介
描述1950年代的美軍在台灣鄉下的演習，如何改變了純樸的農村小人物。

## 人物
| 角色名稱 | 演員   | 備註 |
| -------- | ------ | ---- |
|          | 林正盛 |      |
|          | 江淑娜 |      |
|          | 楊宗憲 |      |
|          | 白明華 |      |

## 外部連結
- 太平天國 （页面存档备份，存于）
- 開眼電影網上《太平天國》的資料（繁體中文）